# 西義之 (ドイツ文学者)
西 義之（にし よしゆき、1922年（大正11年）5月20日 - 2008年（平成20年）10月9日）は、日本のドイツ文学者、評論家、翻訳家。東京大学教養学部名誉教授。

## 生涯
日本統治時代の台湾台中市生まれ。東京大学独文科卒業。金沢大学助教授、1964年東京大学教養学部助教授、1970年教授。1983年定年退官、名誉教授、金城短期大学学長を務めた。
ドイツ文学専攻で、ヘルマン・ヘッセ、シュテファン・ツヴァイクなど翻訳多数。1960年代から1970年代にかけて、進歩的知識人を批判、論争し、相手方から「ファシスト」と呼ばれた。
1975年の『誰がファシストか』では、西欧のファシズム研究を紹介しつつ、進歩派こそファシストではないかと批判した。このあり方は、東大教授の先輩に当たる竹山道雄を継承するものである。
1990年代以降は、大東亜戦争肯定論の類に対して疑問を投げかけていた。
産経新聞「正論欄」のメンバーとして、長年執筆をおこなった。
1998年、勲三等瑞宝章受章。
2008年10月9日、肺炎のため東京都中央区の病院で死去。86歳没。死去は2009年1月23日に遺族から公表された。

## 著書
- 『現代ドイツの東と西 祖国をさまよう人々』新潮社、1962
- 『戦後の知識人 自殺・転向・戦争犯罪』番町書房、1967
- 『ヒットラーがそこへやってきた』文藝春秋、1971
- 『誰がファシストか 現代ファシズム学入門』ごま書房 ゴマブックス、1975
- 『キリスト教のわかる本』廣済堂出版、1975
- 『学校は何ができるか 教師の責任・親の責任』サンケイ出版、1977
- 『変節の知識人たち』PHP研究所、1979
- 『新・「菊と刀」の読み方 戦後日本と日本人の変容の歴史を再点検する』PHP研究所、1983
- 『ドイツ文学と芸術の旅』三修社、1984
- 『ドイツうまいものの旅』三修社、1985
- 『ドイツライン・バイエルン・ロマンティック街道案内』三修社、1986
- 『ドイツ人の生き方 死に方 ミュンヘンを舞台に』教育社、1987
- 『繁栄西ドイツが落ちた罠 日本は本当に大丈夫か』光文社カッパ・ビジネス、1988
- 『定年教授の食卓』春秋社、1993
- 『天才たちの死に学ぶ ツヴァイク、フロイト、モーツァルト、ゲーテの死の瞬間まで』文藝春秋、1994
- 『「武士道」幻想 新渡戸稲造論』下田出版、2004

## 翻訳
- ツヴァイク『メリー・スチュアート』高橋禎二共訳、新潮文庫（上・下）、1953、新装復刊1994
- ツヴァイク『マゼランの世界一周』筑摩書房、 1956
- ツヴァイク『イレーネ夫人の秘密』角川文庫、1957
- ハンス・コップ『ヒマラヤを六度こえて』大日本雄弁会講談社、1957
- ヘルマン・ヘッセ『ナルチスとゴルトムント』 岩波文庫（上・下）、1959、復刊 1977 ほか
- ヘッセ『車輪の下』白水社、1963
- スウェン・ヘディン『シルクロード』白水社、1965、新版 1980 ほか／中公文庫 2003
- ピョートル・コズロフ『蒙古と青海』白水社、1967、新版 2004 ほか
- ジョエル・カーマイケル『キリストはなぜ殺されたか』読売新聞社、1972
- ウィリアム・シェリダン・アレン『ヒトラーが町にやってきた ナチス革命に捲込まれた市民の体験』番町書房、1973
- 『ヒトラー自身のヒトラー』（ヴェルナー・マーザー編）読売新聞社、1974
- ルードウィヒ・マルクーゼ『わが20世紀』ダイヤモンド社、1975
- 『アインシュタイン・ボルン往復書簡集』井上修一, 横谷文孝共訳、三修社、1976
- ウェルナー・マーザー『ヒトラー・ある息子の父親』TBSブリタニカ、1978
- ウェルナー・マーザー『ニュルンベルク裁判』TBSブリタニカ、1979
- ヘルマン・シュライバー『シングルズ 脱結婚時代の生き方』TBSブリタニカ、1980
- W・フリッケ『法律家の見たイエスの裁判』山本書店、1990

## 参考
- デジタル版 日本人名大辞典+Plus（コトバンク）
- 『駒場の50年』
- 「辻ひかる教授,西義之教授退官記念号」『外国語科研究紀要』（1983年）